# Brachyauchenus festae
Brachyauchenus festae är en insektsart som beskrevs av Griffini 1896. Brachyauchenus festae ingår i släktet Brachyauchenus och familjen vårtbitare. Inga underarter finns listade i Catalogue of Life.